# Федяев, Евгений Васильевич
Евге́ний Васи́льевич Федя́ев (17 мая 1923, Москва — 1992, Москва) — советский кинооператор-документалист.

## Биография
Родился в 1923 году в Москве. Член ВЛКСМ с 1939 года.
Участник Великой Отечественной войны. В Красной армии с июня 1941 года, окончил Ленинградское военно-медицинское училище, эвакуированное в Омск. С июля 1942 года — лейтенант медицинской службы, военфельдшер 190-го отдельного миномётного батальона на Северо-Кавказском фронте, в октябре 1943 года переброшенного на 4-й Украинский фронт. 

В боях под Моздоком тов. Федяев оказал помощь раненым и эвакуировал с поля боя 200 чел. В октябре 1943 года в боях за переправу через Днепр оказал медпомощь и эвакуировал с поля боя в тыл 170 солдат и офицеров.— из наградного листа на Орден Отечественной войны
1 октября 1944 года в боях за Каховку был тяжело ранен в голову, потерял левый глаз.
Окончил операторский факультет ВГИКа в 1949 году (мастерская Михаила Ошуркова).
В 1949—1990 годах — оператор Центральной студии документальных фильмов (ЦСДФ).
Снял около 800 сюжетов для кинопериодики, в том числе для киножурналов «Новости дня», «Фитиль».
Член Союза кинематографистов СССР. Оператор высшей категории (1973).
Умер в 1992 году в Москве.

## Фильмография
Оператор
- 1954 — За мир и дружбу (в соавторстве)
- 1954 — Кронштадту 250 лет (совместно с В. Микошей, Г. Трофимовым, О. Ивановым, Я. Блюмбергом, О. Арцеуловым)
- 1954 — Международные соревнования лыжников (в соавторстве)
- 1954 — Международный концерт (в соавторстве)
- 1955 — Месяц в СССР (совместно с В. Комаровым, В. Усановым)
- 1956 — Болгарские моды
- 1957 — Стартует молодость
- 1960 — На склонах горы Кохта
- 1960 — Праздник в Тушино
- 1962 — Мяч над сеткой
- 1963 — Герои ринга
- 1963 — Космонавты
- 1963 — Стартует молодость
- 1964 — Корабли идут в Югославию
- 1964 — Трое в космосе
- 1965 — Золотые коньки
- 1965 — Парад Победы
- 1965 — Сиримаво Бандаранаике
- 1967 — Мушкетёры 20-го века
- 1967 — Хоккей-67
- 1968 — Служу Советскому Союзу (в соавторстве)
- 1970 — Наследники воинской славы
- 1970 — Советская армия
- 1972 — 50 лет пионерии
- 1972 — Авторалли
- 1973 — Слёт молодёжи
- 1973 — Съезду комсомола
- 1974 — СССР—США: диалог во имя мира
- 1975 — Формула красоты
- 1975 — Чистое небо над Гвинеей-Бисау
- 1975 — Япония о прошлом, во имя будущего
- 1976 — Товарищ депутат
- 1977 — От сердца к сердцу
- 1978 — Я сын твой, Москва
- 1979 — Наука людям
- 1980 — Книги специалистам
- 1980 — Мир детству твоему
- 1980 — О спорт, ты — мир! (в соавторстве)
- 1980 — Солдаты народа, солдаты мира
- 1981 — Сатирический плакат
- 1982 — На вечные времена
- 1983 — Москва славит юбилей
- 1983 — Память народа
- 1983 — Союз нерушимый
- 1984 — Жизнь, отданная народу
- 1984 — Когда партнёром становится «Нефтехимэкспорт»
- 1984 — «Техноэкспорт» строит и обучает
- 1985 — XII Всемирный. Страницы фестивального дневника
- 1985 — Советско-болгарская дружба
- 1985 — СССР — Чехословакия. Плодотворное содружество
- 1988 — Парламентарии Бразилии в СССР
- 1990 — Пекин. Май 89-го

Режиссёр
- 1980 — Книги специалистам
- 1981 — Сатирический плакат
- 1984 — Когда партнёром становится «Нефтехимэкспорт»
- 1984 — «Техноэкспорт» строит и обучает
- 1985 — СССР — Чехословакия. Плодотворное содружество
- 1990 — Пекин. Май 89-го

## Награды
- медаль «За оборону Кавказа» (1944)[5]
- медаль «За победу над Германией в Великой Отечественной войне 1941—1945 гг.» (9 мая 1945)[6]
- ордена Отечественной войны II степени (6 августа 1946)[7] и I степени (1985)
- медаль «Ветеран труда» (1985)
- орден Трудового Красного Знамени (1986)